# Lux Veritatis
La  Lux Veritatis  è un'enciclica di papa Pio XI, promulgata il 25 dicembre 1931, e scritta in occasione del XV centenario del Concilio di Efeso, durante il quale venne perfezionata la dottrina cristologica e fu promulgato il dogma della maternità divina di Maria, la madre di Gesù.

## Contenuto
Nella prima parte dell'enciclica, il pontefice riassume brevemente l'avvenimento storico: spiega in sintesi l'eresia di Nestorio; descrive l'opera svolta dai legati papali al Concilio e sottolinea che da tutti i Padri conciliari era riconosciuto il Primato di Pietro; descrive infine gli ultimi avvenimenti e la condanna dell'eresia e dei suoi seguaci.
Nella parte centrale dell'enciclica, Pio XI illustra il dogma promulgato dal Concilio: Cristo è nello stesso tempo vero Dio e vero uomo. Questo dogma è trasmesso fedelmente nei secoli dalla Chiesa di Roma, e, a nome di tutti i credenti, emette la solenne professione di fede di Pietro: "Tu sei il Cristo, il Figlio di Dio vivente".
Infine, nella terza e ultima parte, il papa ricorda la divina maternità di Maria, ricordata al Concilio di Efeso col nome di Theotókos.